# Hortasios
Hortasios, altgriechisch ῾Ορτάσιος, war ein antiker Bildhauer, genauer Steinschneider (λατύ[πος]), der zwischen dem 3. und 5. Jahrhundert in Aphrodisias belegt ist.
Hortasios ist nur durch die sogenannte „Aphrodisias-Inschrift“, eine bedeutende Inschrift, die viel zum Wissen über die Beschaffenheit jüdischer Gemeinden in Kleinasien beiträgt, bekannt. Die Inschrift in altgriechischer Sprache zählt eine Reihe von Stiftern auf, die sich an der Finanzierung eines Bauwerks beteiligt haben („errichteten der Menge zur Befreiung von Trauer aus eigenen Mitteln ein Grabmal“). Neben verschiedenen Priestern, Ratsherren, Musikern und Tänzern, Händlern und Kaufleuten, Lebensmittelproduzenten, Gerbern, Geldwechslern, Trödlern und weiteren Berufen werden auch verschiedene Künstler und Kunsthandwerker genannt, darunter neben Hortasios mit Paramonos ein Maler, mit Athenagoras ein Zimmermann, mit Zotikos ein Armreifmacher, mit Eugenios ein Goldschmied sowie mit Gorgonios, Patrikios und Eutychios drei Bronzeschmiede.
Der Name Hortasios kommt zweimal in der Liste vor, einmal als Vatersname eines Judas, einmal wird der Bildhauer genannt. Da Letzterer unter den Gottesfürchtigen, also den Nichtjuden, aber mit den Juden beziehungsweise dem jungen Christentum sympathisierenden Personen, geführt wird, Judas indes nicht als Proselyth, also Konvertit zum Judentum bezeichnet wird, ist eine Verbindung der beiden fraglich. Von den genannten Kunsthandwerkern wären demnach mit Eugenios und Eutychios nur zwei als Juden geführt, die anderen firmieren unter „Gottesfürchtig“. Andererseits besteht die Inschrift aus zwei offenbar nicht zusammenhängenden Teilen, die von verschiedenen Steinmetzen und in verschiedenen Techniken ausgeführt wurden. Auf der zweiten Seite, die alle hier genannten Namen und generell alle genannten Handwerksberufe umfasst, werden Proselythen gar nicht erwähnt. Da der Anfang der Inschrift nicht erhalten ist, ist unklar, wie die Aufgeführten möglicherweise bezeichnet wurden. Wahrscheinlich wurden zuerst Juden – darunter Eugenios und Eutychios –, dann die Nichtjuden genannt. Auch in dieser Konstellation bleibt eine Verbindung zwischen dem Bildhauer Hortasios und Judas unwahrscheinlich.
Da weitere Informationen zu Hortasios, insbesondere signierte Werke, nicht bekannt sind, kann über ihn nichts weiter ausgesagt oder ihm Skulpturen zugeschrieben werden. Man kann indes davon ausgehen, dass er der Bildhauerschule von Aphrodisias angehörte.